# Johannes Joseph Koppes
Johannes Joseph Koppes (Lenningen, 16 settembre 1843 – Lussemburgo, 29 novembre 1918) è stato un vescovo cattolico lussemburghese.

## Biografia
Monsignor Johannes Joseph Koppes nacque a Lenningen il 16 settembre 1843 ed era il terzo figlio dei dodici figli del maestro Jean Koppes e di Anne-Marie Ernster. Nella sua famiglia fiorirono molte vocazione: tre sorelle si fecero suore negli Stati Uniti, un fratello divenne prete negli Stati Uniti e due in Lussemburgo.

### Formazione e ministero sacerdotale
Compì gli studi secondari nell'Ateneo di Lussemburgo, attiguo alla cattedrale ed ex collegio gesuita, e in seguito entrò nel seminario di Lussemburgo.
Il 28 agosto 1868 fu ordinato presbitero per la diocesi di Lussemburgo e subito dopo venne nominato cappellano della chiesa di Notre-Dame a Lussemburgo. Due anni dopo, nel 1870, essa divenne la cattedrale della diocesi di Lussemburgo. Mentre esercitava questo ufficio fu il direttore spirituale della stigmatizzata Anna Moes (1832 - 1895), fondatrice e priora del convento domenicano di Limpertsberg.
Nel 1873 venne nominato parroco di Esch-sur-Alzette. Attraverso la famiglia, trasferitasi in buona parte negli Stati Uniti, raccolse i fondi per finanziare la costruzione della nuova chiesa.

### Ministero episcopale

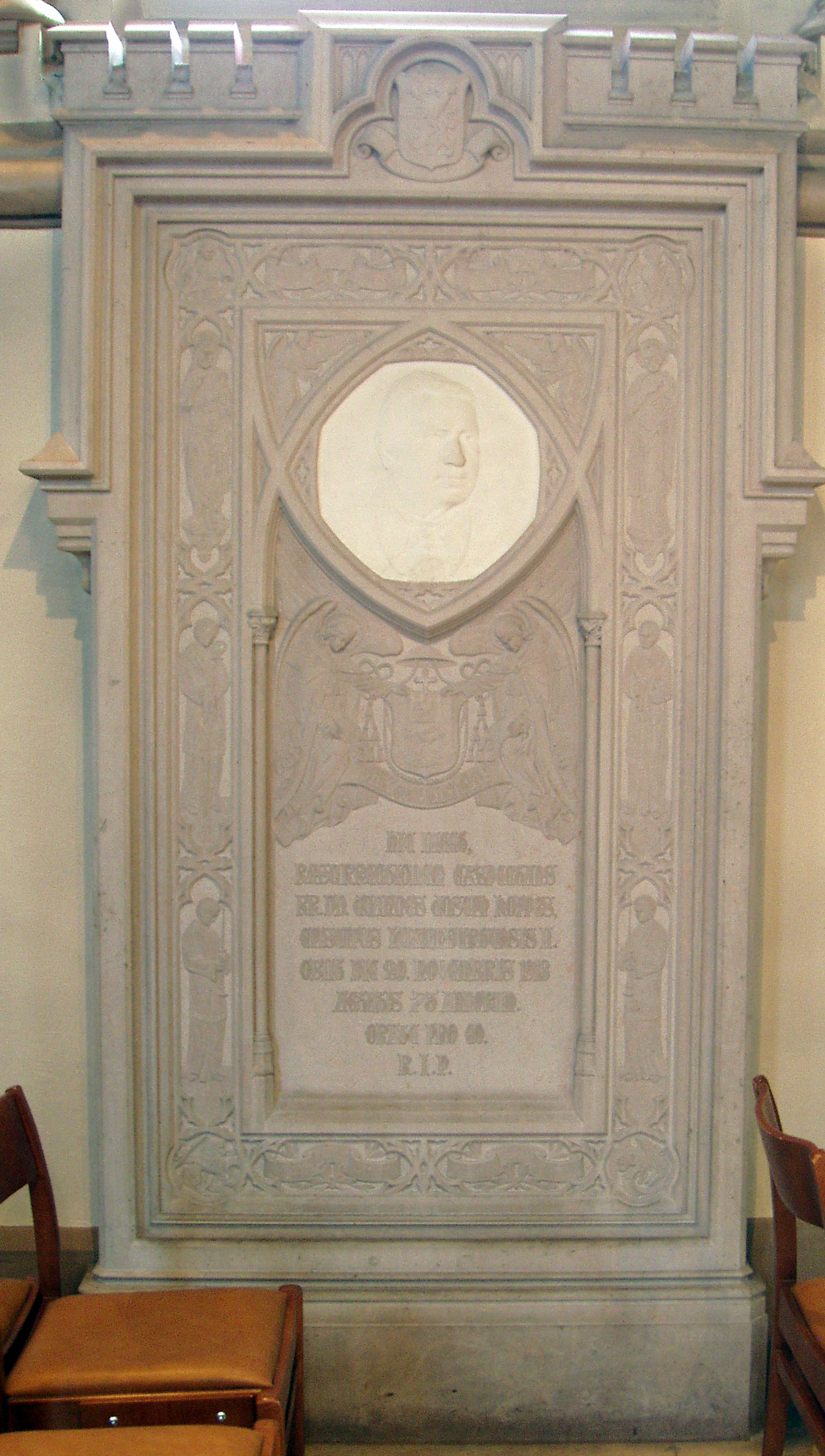
Tomba di monsignor Johannes Joseph Koppes nella cappella Glacis a Lussemburgo.

Il 28 agosto 1883 papa Leone XIII lo nominò vescovo di Lussemburgo. Ricevette l'ordinazione episcopale il 4 novembre successivo nella chiesa di Santa Maria dell'Anima a Roma dal cardinale Edward Henry Howard, arciprete della basilica di San Pietro in Vaticano, coconsacranti l'arcivescovo Domenico Maria Jacobini, segretario della Congregazione di Propaganda Fide, e l'arcivescovo metropolita di Vienna Cölestin Josef Ganglbauer. La sua nomina a vescovo non venne accolta da tutti con favore anche se tra i suoi sostenitori vi furono il professore del seminario Dominik Hengesch, l'internunzio apostolico Francesco Spolverini e il gesuita Nicolas Nilles, un altro possibile candidato.
Durante il suo episcopato agì in modo combattivo e coraggioso, soprattutto contro il liberalismo, il socialismo e la massoneria. Apparteneva alla fazione ultramontanista. Partecipò regolarmente come ospite agli incontri dei vescovi tedeschi a Fulda. Nelle questioni sociali monsignor Koppes ebbe un forte atteggiamento anti-nazionalista. Sostenne la creazione di numerosi associazioni cattoliche.
Agli inizi del XX secolo iniziò a programmare la costruzione di una nuova cattedrale e a raccogliere il denaro necessario per l'opera. Grazie ai famigliari emigrati, tra il 1901 e il 1910, raccolse notevoli somme anche negli Stati Uniti. Il progetto non venne tuttavia mai realizzato perché, tra le altre cose, gran parte del denaro venne perso negli anni della prima guerra mondiale.
Qualche anno prima di morire fu colpito da un infarto e venne quindi assistito nel governo della diocesi dal vescovo di Treviri poiché la Santa Sede non nominò un vescovo coadiutore.
Morì a Lussemburgo il 29 novembre 1918. Il governo non gli permise di essere sepolto nella cattedrale di Notre-Dame a Lussemburgo, che non è proprietà della diocesi, e venne quindi sepolto, come il suo predecessore, nella cappella Glacis a Lussemburgo.
La diocesi di Lussemburgo rimase sede vacante per quindici mesi. La Santa Sede voleva infatti valutare la situazione politico-istituzionale dopo l'abdicazione della granduchessa Maria Adelaide in favore della sorella Carlotta. Durante la prima guerra mondiale il granducato fu occupato dall'esercito tedesco e il comportamento di Maria Adelaide parve troppo accondiscendente verso gli occupanti, se non addirittura amichevole. Perciò, al termine della guerra, criticata nel Paese e di fronte al rischio di annessione da parte del Belgio o della Francia, nel 1919 abdicò in favore della sorella minore Carlotta per salvare l'indipendenza del paese e la dinastia regnante. Quando la situazione si stabilizzò il papa nominò vescovo Pierre Nommesch.

## Genealogia episcopale
La genealogia episcopale è:
- Cardinale Scipione Rebiba
- Cardinale Giulio Antonio Santori
- Cardinale Girolamo Bernerio, O.P.
- Arcivescovo Galeazzo Sanvitale
- Cardinale Ludovico Ludovisi
- Cardinale Luigi Caetani
- Cardinale Ulderico Carpegna
- Cardinale Paluzzo Paluzzi Altieri degli Albertoni
- Papa Benedetto XIII
- Papa Benedetto XIV
- Papa Clemente XIII
- Cardinale Bernardino Giraud
- Cardinale Alessandro Mattei
- Cardinale Pietro Francesco Galleffi
- Cardinale Giacomo Filippo Fransoni
- Cardinale Carlo Sacconi
- Cardinale Edward Henry Howard
- Vescovo Johannes Joseph Koppes